# (33431) 1999 EK
1999 إي كي (ويعرف أيضًا باسم (33431) 1999 إي كي وفق تسمية الكوكب الصغير) (بالإنجليزية: 1999 EK)‏ هو كويكب ضمن حزام الكويكبات؛ وترتيبه 33431 من حيث الاكتشاف.
اكتُشف هذا الجُرم الفلكي بواسطة توم ستافورد في 9 مارس 1999.

## وصلات خارجية
- (33431) 1999 EK في قاعدة بيانات مختبر الدفع النفاث لأجرام النظام الشمسي الصغيرة

- الاكتشاف · مخطط المدار ·  العناصر المدارية · المعلمات المادية

- (33431) 1999 EK على موقع ويكي سكاي: DSS2, SDSS, GALEX, IRAS, Hydrogen α, X-Ray, Astrophoto, Sky Map, Articles and images